# Koul-Oba
Pour les articles homonymes, voir Koul.
Koul-Oba ou Kul-Oba (Куль-Оба en ukrainien, Куль-Оба en russe, Kül Oba en tatar de Crimée) « la Colline de cendre » en tatar est un site archéologique situé en Crimée, non loin de Kertch.
C'est un ancien kourgane scythe fouillé par Paul Du Brux  et Ivan Stempkovsky, une partie des objets furent déposé au musée de l'Ermitage de st-Petersbourg. La tombe accueillait deux hommes et une femme.

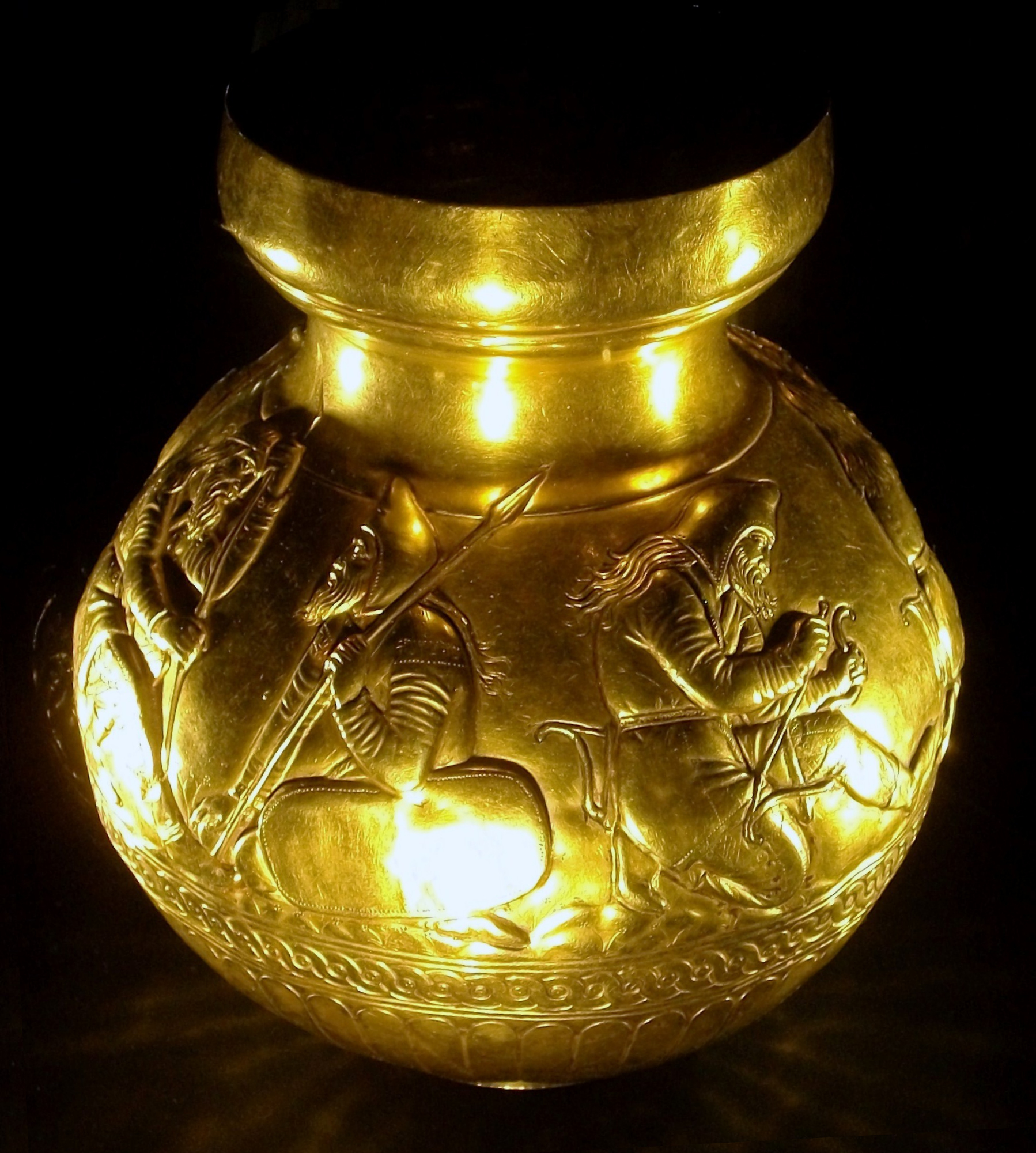
Electrum vase de Kul-Oba
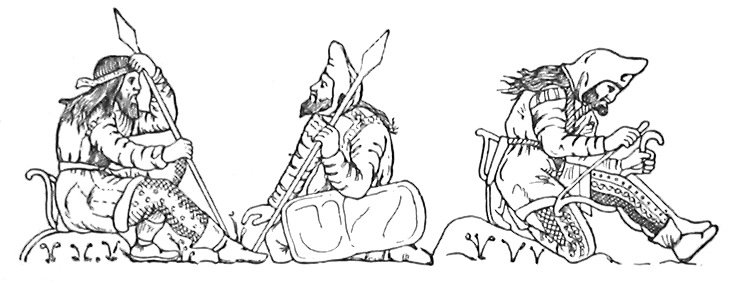
décoration du vase
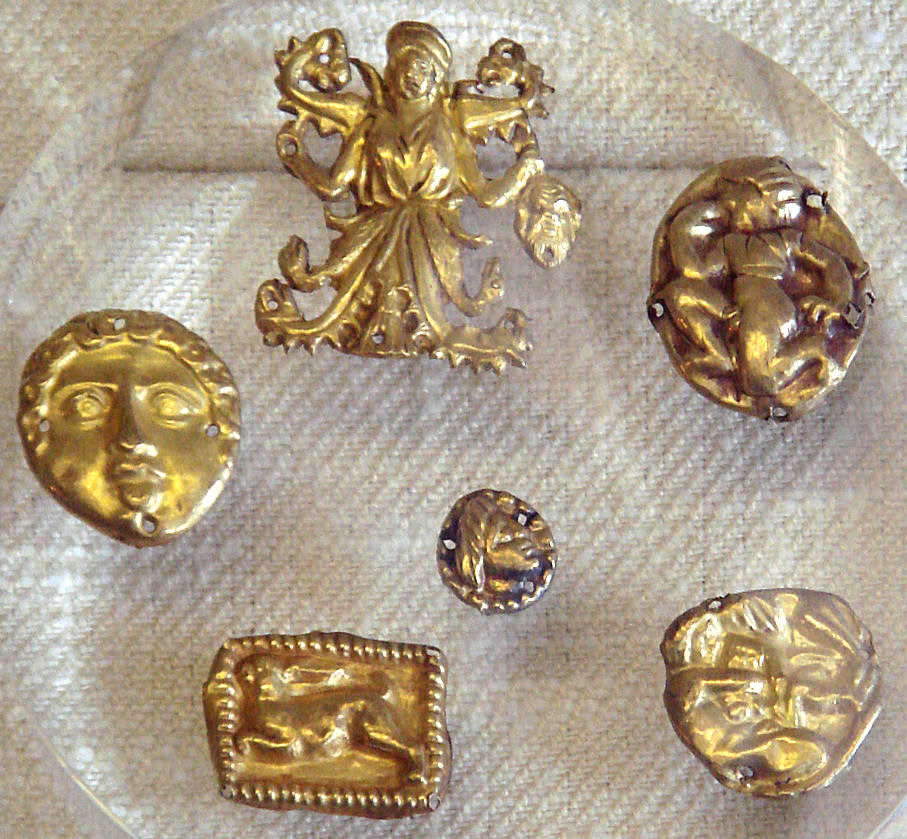
pièces d'or
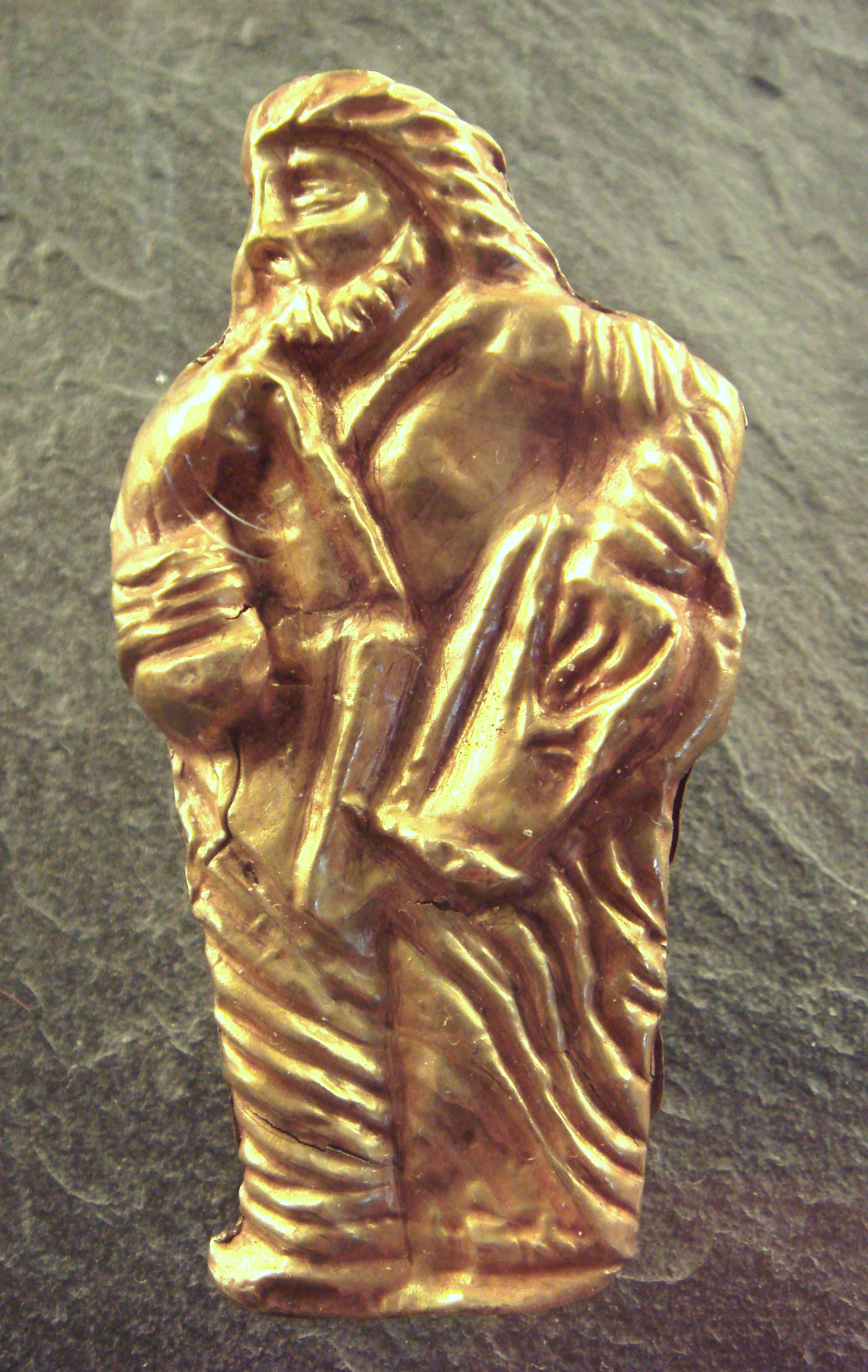
Scythe, Kul Oba
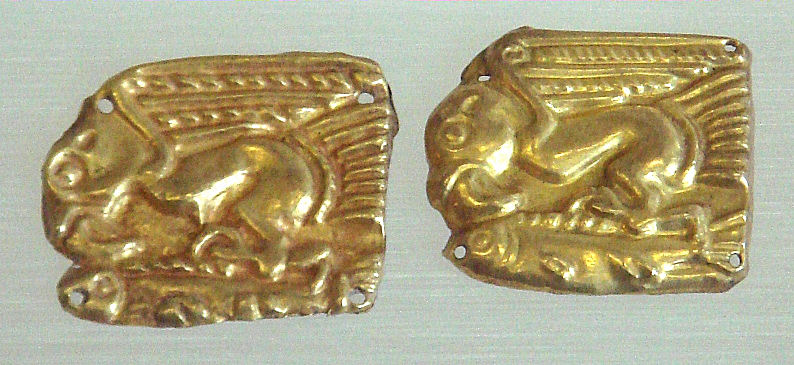
sphinx
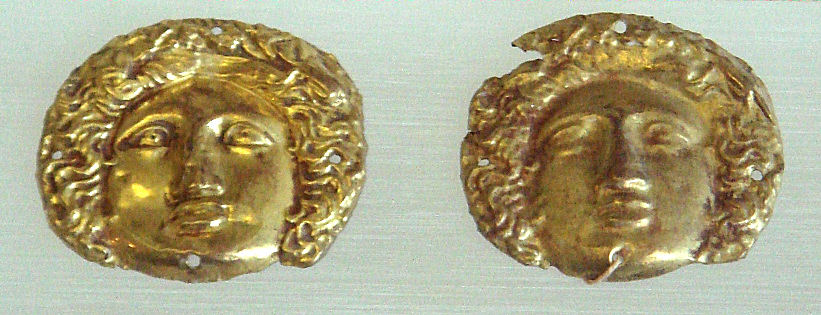
visage.
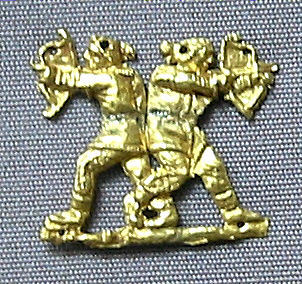
Scythes deux archers.